# 和田性海
和田 性海（わだ しょうかい、1879年8月2日 - 1962年3月9日）は日本の僧。歌人。元高野山真言宗管長、金剛峯寺座主。高野山大学学長。歌人としては正岡子規直門の弟子である。

## 来歴・人物
明治12年（1879年）8月2日、兵庫県佐用郡幕山村大垣内1番地に和田桂次の9人兄弟の6男として生まれる。母親は作東中嶋の安藤氏の出である。生家は宍粟郡安志藩下の地方庄屋として栄えたが、桂次の代に事業に失敗し倒産するに至り、両親も病死した。
明治23年（1890年）2月17日に、12歳で檀那寺の正覚寺にて加賀美隆賀の許へ入寺するも隆賀が退寺する事となり、同26年（1893年）に佐用郡久崎村の清林寺の伊藤義禅の許へ転籍し出家した。その後一時的に兵庫県加東郡の真言宗播磨中学林に在籍した後、淡路の神明寺桂義性に就いて四度加行を終え、同28年（1895年）に真言宗淡路中学林を卒業した。
明治32年（1899年）7月に東京哲学館哲学科に入学、同33年（1900年）3月から正岡子規に師事し根岸短歌会に出席する。同34年（1901年）5月には新仏教徒同志会へ加入した。
明治35年（1902年）7月（1904年）に哲学館を卒業する。帰郷の際に病床の正岡子規より「かまきり」の絵をかいてこれに彩色し「勇猛心」と大きく、細字で「臥病十年かまきりのごとき腕に筆を握りて子規子」としるした色紙と、外に二葉の短冊をかいて渡された。
帰郷後、明治36年（1903年）に師である伊藤義禅の後任として24歳で清林寺の住職となった。
明治39年（1906年）10月から12月にかけて四国霊場巡拝を行い、宗教的体験経て信仰に目覚めた。巡拝結願後に清林寺裏山に八十八ヶ所写霊場を開設する。
明治41年（1908年）2月16日に京都御室派庶務心得となり、翌年には庶務主任、同24年（1909年）3月5日には御室派伝導部主任に任命され、雑誌「みのり」を発行した。同年6月30日には権少僧正に補されると、真井覚深が自らの後任として推薦し、土宜法龍の勧請によって真言宗各派巡回布教師に任命され、備中北部、西部、東部支所下を受け持つことになった。
布教師となると、すぐに3等布教師となり、翌年には破格の速さで2等布教師となった。その活動は国内はもとより、台湾、満州、朝鮮、中国に巡教した。
大正2年（1913年）に淡路の先山千光寺に転住する。転住直後の千光寺の伽藍は長年の風雨に老朽化し荒廃著しかったため、同7年（1918年）に改築を決意し全国各地の淡路出身者と、全淡各町村との勧進寄付に着手して、同10年（1921年）5月に開山塚、休憩所、大師堂、庫裡、東西茶屋、鎮守堂、弁天堂、大師堂前の石階等が落成した。また第二期事業が昭和4年（1929年）に完了し、図書館、桂上人銅像(第二次世界大戦に供出)、岩戸神社改修、行者堂改修、護摩堂増築、新西国霊場並びに十五霊場勧請、修行大師建立等が落成した。しかし昭和9年（1934年）に室戸台風によって各堂宇が破損、倒壊したため、第三期事業として復興に着手し、同13年（1938年）5月25日に再興された。
大正8年（1919年）1月に「慈悲の光」を発刊する。
大正10年（1921年）に1等布教師となる。
大正14年（1925年）の高野山学林の大学令による大学への昇格に際しては、昇格に邁進し実現させた。
昭和9年（1934年）高野山大学学長に就任すると、伝統的な宗学、仏教学の基礎学の他に、神道、キリスト教等も研究させ、学徒の視野を広げさせてた。また布教学の1課を設けこれを担当した。
高野山大学学長時代にはその他、月に16日、21日、28日と報恩日を設け、規律の粛清と信念の獲得につとめるとともに、図書館の充実や寄宿舎の建築、仮講堂の移転、学生ホールの開設、校門の建立等に尽力した。また総責任者として真言宗全書36巻、追加6巻、解題1巻、索引1巻を編纂し刊行した。
昭和24年（1949年）金剛峯寺座主、高野山真言宗管長となる。
昭和29年（1954年）5月に月間同人誌「全人」を発刊する。
昭和33年（1958年）同宗布教研究所長に就任し、朝鮮、ホノルル、米国などで巡教、布教総監を務めた。
昭和37年（1962年）3月9日遷化する。

## 親交のあった歌人
- 正岡子規
- 寒川鼠骨
- 中野三允
- 柳原極堂
- 香取秀真

## 著書
- 「仏教修養講話」
- 「現代思想と真言密教」
- 「大師主義」
- 「大同胞主義」
- 「和田性海講話集」

## 刊行本
- 「真言宗全書42巻」「解題1巻」「索引1巻」（1939年、真言宗全書刊行会、和田性海編）

## 同人誌
- 「全人」
- 「逆旅人」